# Chaerilus
Chaerilus – rodzaj pajęczaka, skorpiona z monotypowej (zawierającej tylko ten jeden rodzaj) rodziny Chaerilidae. Bezkręgowce te zamieszkują tropikalne obszary leżące w Azji Azji Południowej i Azji Południowo-Wschodniej.
Rodzaj ten został opisany przez Simona w 1877, w publikacji pod tytułem „Études arachnologiques. 6 mémoire. X. Arachnides nouveaux ou peu connus”.
Do tego rodzaju zaliczają się następujące gatunki:
- Chaerilus agilis Pocock, 1899
- Chaerilus andamanensis Lourenço, Duhem & Leguin, 2011
- Chaerilus annapurna Lourenço & Duhem, 2010
- Chaerilus anneae Lourenço, 2012
- Chaerilus assamensis Kraepelin, 1913
- Chaerilus borneensis Simon, 1880
- Chaerilus cavernicola Pocock, 1894
- Chaerilus celebensis Pocock, 1894
- Chaerilus ceylonensis Pocock, 1894
- Chaerilus chapmani Vachon & Lourenço, 1985
- Chaerilus cimrmani Kovařík, 2012
- Chaerilus conchiformus Zhu, Han & Lourenço, 2008
- Chaerilus dibangvalleycus Bastawade, 2006
- Chaerilus insignis Pocock, 1894
- Chaerilus julietteae Lourenço, 2011
- Chaerilus kampuchea Lourenço, 2012
- Chaerilus laevimanus Pocock, 1899
- Chaerilus laoticus Lourenço & Zhu, 2008
- Chaerilus lehtrarensis Khatoon, 1999
- Chaerilus mainlingensis Di & Zhu, 2009
- Chaerilus petrzelkai Kovařík, 2000
- Chaerilus ojangureni Kovařík, 2005
- Chaerilus phami Lourenço, 2011
- Chaerilus philippinus Lourenço & Ythier, 2008
- Chaerilus pictus (Pocock, 1890)
- Chaerilus rectimanus Pocock, 1899
- Chaerilus robinsoni Hirst, 1911
- Chaerilus sabinae Lourenço, 1995
- Chaerilus seiteri Kovařík, 2012
- Chaerilus sejnai Kovařík, 2005
- Chaerilus solegladi Kovařík, 2012
- Chaerilus spinatus Lourenço & Duhem, 2010
- Chaerilus telnovi Lourenço, 2009
- Chaerilus terueli Kovařík, 2012
- Chaerilus tessellatus Qi, Zhu & Lourenço, 2005
- Chaerilus thai Lourenço, Sun & Zhu, 2010
- Chaerilus tichyi Kovařík, 2000
- Chaerilus tricostatus Pocock, 1899
- Chaerilus truncatus Karsch, 1879
- Chaerilus tryznai Kovařík, 2000
- Chaerilus variegatus Simon, 1877
- Chaerilus vietnamicus Lourenço & Zhu, 2008
- Chaerilus wrzecionkoi Kovařík, 2012